# Jas ja imam silata
„Jas ja imam silata” („Јас ја имам силата”) (mkd.: Am puterea) este o melodie compusă de Kristijan Gabrovski și interpretată de Gjoko Taneski, care a reprezentat Macedonia la Concursul Muzical Eurovision 2010. A fost decizia finală în concursul 2010 Skopje Fest, după ce a ajuns la egalitate cu o melodie a lui Vlatko Ilievski.